# Brooksetta ferox
Brooksetta ferox är en insektsart som först beskrevs av Van Duzee 1916.  Brooksetta ferox ingår i släktet Brooksetta och familjen ängsskinnbaggar. Inga underarter finns listade i Catalogue of Life.